# Stachys alpigena
Stachys alpigena là một loài thực vật có hoa trong họ Hoa môi. Loài này được T.C.E.Fr. miêu tả khoa học đầu tiên năm 1923.